# Ricardo Acioly
Ricardo Acioly, né le 4 février 1964 à Rio de Janeiro, est un joueur de tennis brésilien.

## Carrière
Il ne compte que 3 victoires pour 8 défaites en simple sur le circuit ATP, puisqu'il s'est rapidement spécialisé dans le double.
Il a remporté trois tournois ATP en double (Vienne, Genève et Guaruja) et a atteint trois autres finales. Classé 296e mondial lors de son second tournoi professionnel en 1986, il fait sensation en atteignant la finale du tournoi de Washington avec Cesar Kist, après avoir éliminé le n°2 mondial Robert Seguso en quart de finale. Il accède au top 50 en double dès la fin de la saison.
Il s'est aussi distingué sur le circuit Challenger avec sept victoires : Brasilia en 1989, Mexico, São Paulo, Ribeirão Preto, Itu et Lins en 1991 et Belo Horizonte en 1993.
Après sa carrière, il est devenu entraîneur et a notamment travaillé aux côtés de Fernando Meligeni, João Souza, Wilson Leite et Alejandro González. Il a aussi été capitaine de l'équipe brésilienne de Coupe Davis pendant 6 ans, après en avoir été membre en tant que joueur de 1987 à 1989.

## Palmarès

### Titres en double messieurs
| No | Date       | Nom et lieu du tournoi    | Catégorie | Dotation  | Surface      | Partenaire   | Finalistes                        | Score         |  |
| -- | ---------- | ------------------------- | --------- | --------- | ------------ | ------------ | --------------------------------- | ------------- |  |
| 1  | 20-10-1986 | CA Tennis Trophy Vienne   |           | 125 000 $ | Dur (int.)   | Wojtek Fibak | Brad Gilbert Slobodan Živojinović | Forfait       |  |
| 2  | 14-09-1987 | Geneva Open Genève        |           | 231 000 $ | Terre (ext.) | Luiz Mattar  | Mansour Bahrami Diego Pérez       | 3-6, 6-4, 6-2 |  |
| 3  | 06-02-1989 | Chevrolet Classic Guarujá |           | 100 000 $ | Dur (ext.)   | Dácio Campos | Cesar Kist Mauro Menezes          | 7-6, 7-6      |  |

### Finales en double messieurs
| No | Date       | Nom et lieu du tournoi         | Catégorie    | Dotation  | Surface         | Vainqueurs                     | Partenaire    | Score         |  |
| -- | ---------- | ------------------------------ | ------------ | --------- | --------------- | ------------------------------ | ------------- | ------------- |  |
| 1  | 28-07-1986 | Sovran Bank Classic Washington |              | 220 000 $ | Terre (ext.)    | Hans Gildemeister Andrés Gómez | Cesar Kist    | 6-3, 7-5      |  |
| 2  | 09-09-1991 | Phillips Open Brasilia         | World Series | 225 000 $ | Moquette (ext.) | Kent Kinnear Roger Smith       | Mauro Menezes | 6-4, 6-3      |  |
| 3  | 03-02-1992 | Chevrolet Classic Maceió       | World Series | 130 000 $ | Terre (ext.)    | Gabriel Markus John Sobel      | Mauro Menezes | 6-4, 1-6, 7-5 |  |

## Parcours dans les tournois duGrand Chelem

### En simple
| Année | Open d'Australie | Open d'Australie | Internationaux de France | Internationaux de France | Wimbledon | Wimbledon | US Open         | US Open  |
| ----- | ---------------- | ---------------- | ------------------------ | ------------------------ | --------- | --------- | --------------- | -------- |
| 1986  | —                | —                | —                        | —                        | —         | —         | 1er tour (1/64) | C. Motta |

### En double
| Année | Open d'Australie           | Open d'Australie    | Internationaux de France   | Internationaux de France | Wimbledon                 | Wimbledon              | US Open                        | US Open                  |
| ----- | -------------------------- | ------------------- | -------------------------- | ------------------------ | ------------------------- | ---------------------- | ------------------------------ | ------------------------ |
| 1986  | —                          | —                   | —                          | —                        | —                         | —                      | 1er tour (1/32) W. Fibak       | M. Mečíř L. Pimek        |
| 1987  | —                          | —                   | —                          | —                        | 1er tour (1/32) D. Campos | G. Donnelly P. Fleming | 2e tour (1/16) L. Scott        | A. Kohlberg R. Van't Hof |
| 1988  | —                          | —                   | —                          | —                        | —                         | —                      | 1er tour (1/32) L. Mattar      | P. Doohan J. Grabb       |
| 1989  | —                          | —                   | 1er tour (1/32) D. Campos  | A. Boetsch T. Champion   | 1er tour (1/32) D. Campos | J. Lloyd S. Shaw       | 1er tour (1/32) D. Campos      | J. Rive G. Van Emburgh   |
| 1991  | —                          | —                   | —                          | —                        | —                         | —                      | 1er tour (1/32) M. Menezes     | J. McEnroe P. McEnroe    |
| 1992  | 1er tour (1/32) M. Menezes | R. Båthman R. Bergh | 1er tour (1/32) M. Menezes | J. Eltingh T. Kempers    | 1er tour (1/32) B. Black  | J. Hlasek G. Forget    | 1er tour (1/32) J.-L. de Jager | G. Connell G. Michibata  |

N.B. : le nom du ou de la partenaire se trouve sous le résultat ; le nom des ultimes adversaires se trouve à droite.

### En double mixte
| Année | Open d'Australie | Open d'Australie | Roland-Garros       | Roland-Garros              | Wimbledon | Wimbledon | US Open | US Open |
| 1989  | -                | -                | 1er tour Ronni Reis | Brad Pearce Candy Reynolds | -         | -         | -       | -       |

## Parcours enCoupe Davis
| #                                                                     | Date      | Lieu      | Surface             | Gagnant(s)                  | Perdant(s)                      | Score              |          |
| 1987 - Finale du groupe Amérique - Brésil - Équateur 4-1              |           |           |                     |                             |                                 |                    |          |
| 1                                                                     | 3/10/1987 | São Paulo | Terre Battue (Ext.) | Luiz Mattar Ricardo Acioly  | Andrés Gómez Hugo Nunez         | 7-5, 6-3, 6-8, 6-4 | Parcours |
|                                                                       |           |           |                     |                             |                                 |                    |          |
| 1988 - 1er tour du groupe mondial - Allemagne de l'Ouest - Brésil 5-0 |           |           |                     |                             |                                 |                    |          |
| 2                                                                     | 6/02/1988 | Essen     | Moquette (Int.)     | Boris Becker Patrik Kühnen  | Luiz Mattar Ricardo Acioly      | 8-6, 15-13, 6-4    | Parcours |
|                                                                       |           |           |                     |                             |                                 |                    |          |
| 1988 - Play-off du groupe mondial - Espagne - Brésil 5-0              |           |           |                     |                             |                                 |                    |          |
| 3                                                                     | 9/04/1988 | Murcie    | Terre Battue (Ext.) | Sergio Casal Emilio Sánchez | Ivan Kley Ricardo Acioly        | 6-3, 6-3, 6-4      | Parcours |
|                                                                       |           |           |                     |                             |                                 |                    |          |
| 1989 - Demi-finale du groupe I Amérique - Pérou - Brésil 3-2          |           |           |                     |                             |                                 |                    |          |
| 4                                                                     | 8/04/1989 | Lima      | Terre Battue (Ext.) | Carlos Di Laura Jaime Yzaga | Danilo Marcelino Ricardo Acioly | 6-3, 6-3, 4-6, 6-4 | Parcours |